# Meinl European Land

Логотип компании

Meinl European Land Limited (WBAG: 660659) — австрийский холдинг, созданный в 1997 г.
Компания инвестирует в коммерческую недвижимость в Восточной Европе, Турции и России. С 2002 г. торгуется на Венской бирже, почти все акции в свободном обращении.

## Портфель проектов
В портфеле компании 153 готовых объекта в сфере коммерческой недвижимости общей стоимостью 1,4 млрд евро. Ещё 36 проектов стоимостью 3,1 млрд евро находятся в стадии реализации.

## Операционные показатели
Выручка в III квартале 2006 г. — 94 млн евро. Капитализация на 21 января — 4,46 млрд евро.